# Zerebralisation

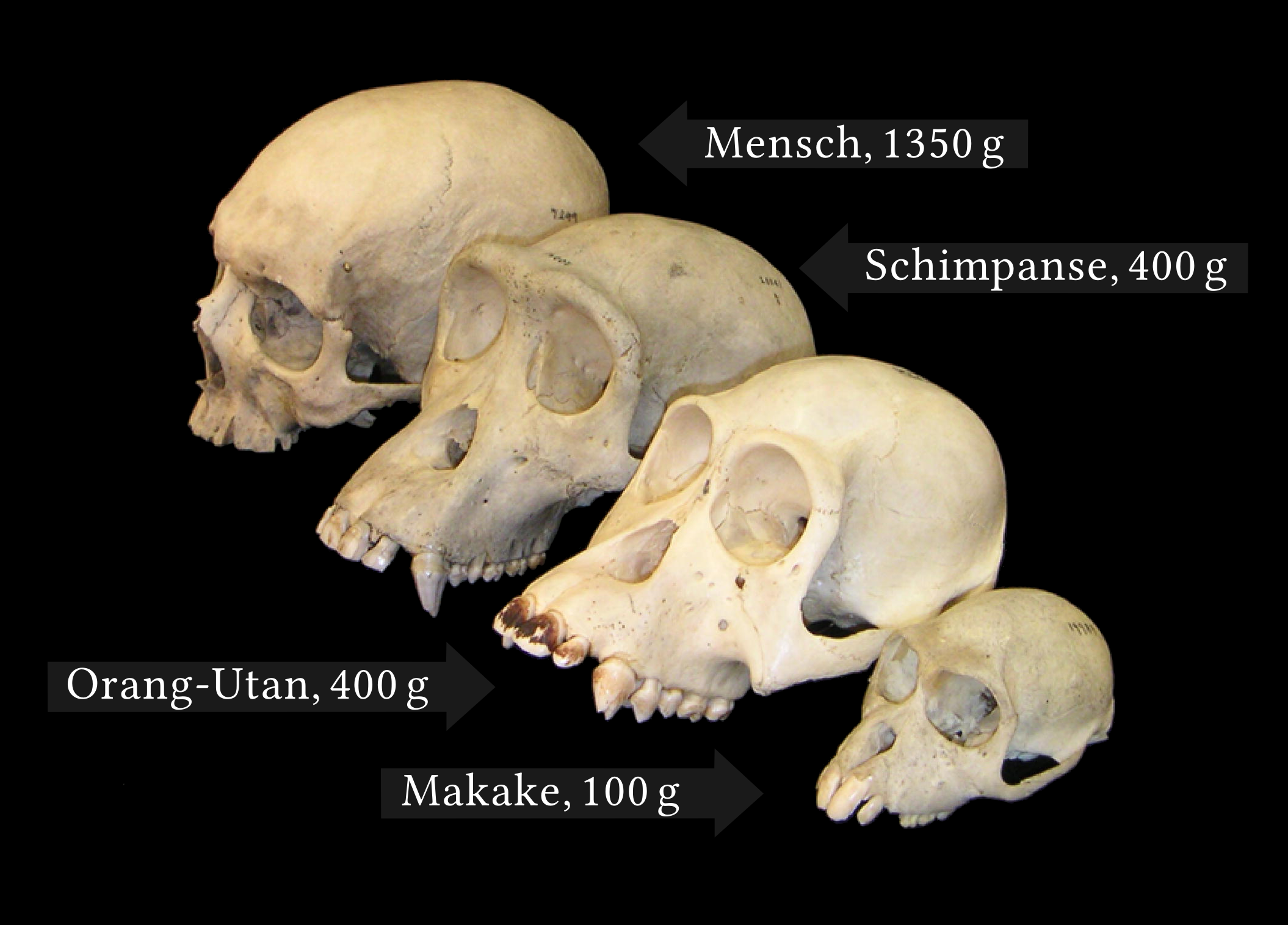
Schädel von Mensch, Schimpanse, Orang-Utan und Makake mit Angabe des mittleren Hirngewichts

Als Zerebralisation (auch: Cerebralisation oder Encephalisation) bezeichnet man die evolutionäre Herausbildung einer Konzentration von Nervenzellen, aus der sich im Verlauf der Stammesgeschichte mehrfach und unabhängig voneinander ein zentrales Koordinationsorgan – ein Gehirn – bildete. Ein Sonderfall des Geschehens ist die evolutionäre Entwicklung der Großhirnrinde beim Menschen, die Kortikalisierung.
Im Verlauf der Stammesgeschichte des Menschen und der Hominisation war die Vergrößerung des Hirnvolumens ein charakteristisches Merkmal seiner Evolution (siehe Tabelle rechts).

## Entwicklung des Gehirns im Laufe der Evolution
| Taxon                      | Gehirnvolumen in cm3 |
| -------------------------- | -------------------- |
| Schimpansen                | ca. 400              |
| Sahelanthropus tchadensis  | 365                  |
| Ardipithecus ramidus       | 280–350              |
| Australopithecus afarensis | 458 (335–580)        |
| Australopithecus africanus | 464 (426–502)        |
| Homo rudolfensis           | ca. 750 (501–950)    |
| Homo habilis               | 610 (544–674)        |
| Homo ergaster              | 764 (640–888)        |
| Homo erectus               | 1003 (956–1051)      |
| Homo antecessor            | ca. 1000             |
| Homo heidelbergensis       | 1204 (1130–1278)     |
| Neandertaler               | 1426 (1351–1501)     |
| Homo sapiens               | 1478 (1444–1512)     |

Im Laufe der Evolution hat sich das Gehirn aus einfach gebauten Vorstufen zu einem immer komplexeren System entwickelt. Quallen gehören zu den ältesten heute noch existierenden Organismen, die über ein einfaches Nervensystem verfügen, das aus einem Netz von Neuronen besteht. Im Unterschied zu radialsymmetrischen Tieren wie Quallen und Seesternen konzentrieren sich bei Tieren, die (wie die Würmer) eine Bewegungsrichtung bevorzugen, die Nerven- und Sinneszellen an einem ihrer Enden (genannt „Vorderseite“), also dort, wo sich die bewegungsrelevanten Reize häufen.
Wurde dieser Bauplan im Verlauf der Evolution beibehalten, entwickelte sich an der so definierten Vorderseite in unterschiedlichen Tiergruppen unabhängig voneinander ein markanter Körperteil, genannt Kopf (siehe Cephalisation), der das Gehirn umschließt und schützt.
Beim Menschen ist der Hirnstamm der stammesgeschichtlich älteste Teil des Gehirns, an dessen unterem Ende sich das Rückenmark anschließt. Im Hirnstamm werden zahlreiche automatische und reflexartige Vorgänge gesteuert. Vom Kleinhirn werden beispielsweise Gleichgewichtssinn und Motorik verarbeitet, das Zwischenhirn ist u. a. beteiligt an der Schlaf-Wach-Steuerung und am Schmerzempfinden. Das Großhirn schließlich ist zum Beispiel an Gedächtnis und Denkvorgängen beteiligt.

## Vergleichsmaßstab
Speziell bei Säugetieren dient der Enzephalisationsquotient (EQ) – das Verhältnis von Hirnmasse zu Körpermasse – als Maß für die Komplexität und die hiermit verbundenen kognitiven Fähigkeiten unterschiedlich großer Arten.
Der EQ gibt das Verhältnis des Gehirngewichts einer Tierart zu dem errechneten durchschnittlichen Hirngewicht an, das andere Tiere mit demselben Körpergewicht haben beziehungsweise das sie theoretisch hätten, wenn sie dasselbe Körpergewicht hätten.
Dabei kann eine Tierart mit einem ungefähr mittleren Wert als Referenz-Spezies bestimmt werden. Ein EQ von 1 bedeutet dann, dass das Verhältnis von Hirngewicht und Körpergewicht bei der betreffenden Art mit dem Wert bei der Referenz-Spezies übereinstimmt. Beim Vergleich mit der Katze als Referenz-Spezies für Säugetiere liegt der EQ des Menschen bei 7,4–7,8, der des Schimpansen bei 2,2–2,5.

## Folgen der Zerebralisation
Da das Gehirn ein sehr energiezehrendes Organ ist, bedeutet Zerebralisation einen erhöhten Energiebedarf durch die Nahrung: Obgleich das Gehirn des Menschen nur 2 % des Körpergewichtes beinhaltet, beansprucht es etwa 20 % des Grundumsatzes.
Eine deutliche Zunahme des Hirnvolumens der Neugeborenen im Lauf der Evolution ist nur möglich, wenn sich auch der Geburtskanal entsprechend erweitert.